# Tangipahoa
Tangipahoa ist eine Gemeinde im Tangipahoa Parish im US-Bundesstaat Louisiana mit 747 Einwohnern (Stand: 2000).

## Geographie
Amite befindet sich im Südosten von Louisiana. Die Stadt bedeckt eine Fläche von 2,4 km².

## Demographie
Nach der Volkszählung von 2000 leben 767 Menschen in der Stadt. Davon sind 91,57 % Afroamerikaner, 8,43 % Weiße und 0,13 % einer anderen oder mehreren Rassen zugehörig.
Von den 235 Haushalten haben 47,2 % ein oder mehrere Kinder unter 18 Jahre und 25,5 % bestehen aus Ehepaaren.
Das Durchschnittsalter beträgt 22 Jahre.
Das Durchschnittseinkommen steht pro Haushalt bei $13.438 und pro Familie bei $14.226. 45,7 % der Familien und 50,1 % der Stadtbevölkerung leben unterhalb der Armutsgrenze.

## Söhne und Töchter der Stadt
- Michael Jackson, ehemaliger NFL-Spieler

## Besonderheiten
Die Gemeinde Tangipahoa geriet 2009 ins weltweite mediale Interesse, als sich ein Richter weigerte, einen schwarzen Mann und eine weiße Frau zu trauen, da das Wohlergehen von aus der Ehe hervorgehenden Kindern gefährdet sei. Der vermeintliche Rassismus wurde sowohl innerhalb als auch außerhalb der USA kritisiert.